# David Mitov Nilsson
David Erik Johan Mitov Nilsson (tiếng Macedonia: Давид Ерик Јохан Митов Нилсон; sinh ngày 12 tháng 1 năm 1991) là một cầu thủ bóng đá người Macedonia thi đấu cho IFK Norrköping ở vị trí thủ môn.
Ngày 25 tháng 9 năm 2015 Mitov Nilsson quyết định thay đổi đội tuyển quốc gia sang Macedonia khi anh có thể thi đấu do mẹ anh sinh ra ở Macedonia. Anh có màn ra mắt cho Đội tuyển bóng đá quốc gia Macedonia vào ngày 12 tháng 10 năm 2015 trước Belarus tại vòng loại Giải vô địch bóng đá châu Âu 2016.